# Odo sericeus
Odo sericeus es una especie de araña del género Odo, familia Xenoctenidae. Fue descrita científicamente por Mello-Leitao en 1944.
Habita en Argentina.